# Giedrius Surplys
Giedrius Surplys (* 26. Mai 1980 in Plungė) ist ein litauischer Beamter und Politiker, von 2018 bis 2019 Landwirtschaftsminister Litauens, ehemaliger Vizeminister des Innens (2017–2018).

## Leben
Nach dem Abitur 1998 an der Mittelschule absolvierte Giedrius Surplys von 1998 bis 2002 das Bachelorstudium der Politikwissenschaft, 2002–2004 das Masterstudium European Studies an der Vilniaus universitetas in Vilnius und 2003–2004 das internationale Studium der Diplomatie an der University of Birmingham.
2005–2008 lehrte Surplys an der Generolo Jono Žemaičio Lietuvos karo akademija. 2009 war er Berater des Ministers im Außenministerium Litauens.  2009–2012 war er  Direktor der Anstalt „Morkus“. 2012–2015 arbeitete er als  Konsultant in der Kanzlei des litauischen Präsidenten.
Von 2017 bis 2018 war er Vizeminister, Stellvertreter des Innenministers Eimutis Misiūnas im Kabinett Skvernelis. Dalia Grybauskaitė ernannte ihn zum Landwirtschaftsminister (anstelle Bronius Markauskas).
Er ist Mitglied der Lietuvos valstiečių ir žaliųjų sąjunga.
Giedrius Surplys spricht englisch und russisch.

## Familie
Giedrius Surplys ist verheiratet und hat einen Sohn sowie eine Tochter.